# Steve Perry (écrivain)
Pour les articles homonymes, voir Steve Perry et Perry.
Œuvres principales
- Les Ombres de l'Empire

Steven Carl Perry, né le 31 août 1947 à Bâton-Rouge en Louisiane, est un écrivain américain de science-fiction. Il est entre autres célèbre pour ses livres se déroulant dans l'univers Star Wars. Il est souvent associé à Michael Reaves. Il écrit également de nombreux épisodes des séries d'animation.

## Œuvres

### UniversStar Wars

#### SérieLa Guerre des clones
1. Medstar I : Chirurgiens de l'espace, Fleuve noir, coll. « Star Wars » no 71, 2005 ((en) MedStar I: Battle Surgeons, 2004)  (ISBN 2-265-06946-9)Écrit avec Michael Reaves.
2. Medstar II : Guérisseuse Jedi, Fleuve noir, coll. « Star Wars » no 72, 2005 ((en) MedStar II: Jedi Healer, 2004)  (ISBN 2-265-06947-7)Écrit avec Michael Reaves.

#### Romans indépendants
- Les Ombres de l'Empire, Presses de la Cité, 1997 ((en) Shadows of the Empire, 1996)  (ISBN 2-258-04099-X)Réédition, Fleuve noir, coll. « Star Wars » no 11, 1999 (ISBN 2-265-06804-7)
- L'Étoile noire, Fleuve noir, coll. « Star Wars » no 89, 2008 ((en) Death Star, 2007)  (ISBN 978-2-265-08656-2)Écrit avec Michael Reaves.

### UniversConan le Barbare
- Conan l'Intrépide, Fleuve noir, 1994 ((en) Conan the Fearless, 1986)
- Conan l'Irréductible, Fleuve noir, 1994 ((en) Conan the Defiant, 1987)
- Conan l'Indomptable, J'ai lu, 1994 ((en) Conan the Indomitable, 1989)
- Conan le Solitaire, Fleuve noir, 1995 ((en) Conan the Free Lance, 1990)
- (en) Conan the Formidable, 1990

### UniversAlien
1. Aliens, la ruche terrestre, J'ai lu, 1995 ((en) Earth Hive, 1992)
2. (en) Nightmare Asylum, 1993
3. (en) The Female War, 1993Écrit avec Stephani Perry.

### UniversMen in Black
- Men in Black, Pocket, 1997 ((en) Men in Black, 1998)

### Roman indépendant
- Titan, Fleuve noir, 2000 ((en) Titan A.E, 2000)Écrit avec Dal Perry. Novélisation du film Titan A.E.

### Livres-jeux
- 1986, Le Sabre du samouraï (Le Livre qui fera de vous le voyageur du temps no 3), Carrere
- 1986, La Guerre de secession (Le Livre qui fera de vous le voyageur du temps no 5), Carrere